# غابرييل سلوتر
غابرييل سلوتر هو عسكري وسياسي أمريكي، ولد في 12 ديسمبر 1767 في مقاطعة كلبيبر في الولايات المتحدة، وتوفي في 19 سبتمبر 1830 في مقاطعة ميرسير في الولايات المتحدة. نشط حزبياً في الحزب الجمهوري الديمقراطي. وقد انتخب عضو مجلس ولاية كنتاكي ‏ وانتخب عضو مجلس نواب كنتاكي ‏ وانتخب حاكم كنتاكي ‏ (14 أكتوبر 1816 – 29 أغسطس 1820).